# Katayun Pracher-Hilander
Katayun Pracher-Hilander (* 11. Februar 1971 in Freistadt, Oberösterreich) ist eine österreichische Psychologin und Politikerin der Freiheitlichen Partei Österreichs (FPÖ). Seit dem 24. Oktober 2024 ist sie Abgeordnete zum Nationalrat.

## Leben
Katayun Pracher-Hilander wurde als Tochter eines aus dem Iran stammenden Vaters und einer aus Finnland stammenden Mutter geboren.
Nach der Volksschule in Teheran und Wien besuchte sie das Bundesrealgymnasium Maroltingergasse sowie die Fachschule für wirtschaftliche Berufe im 9. Wiener Gemeindebezirk. An der Universitätszahnklinik Wien war sie bis 1990 als Zahnarztassistentin, am Montessori-Zentrum Hütteldorf bis 2004 als Montessori-Pädagogin tätig. Nach einem Vorbereitungslehrgang an der Volkshochschule (VHS) 2006/07 begann sie 2008 ein Diplomstudium Psychologie an der Universität Wien, das sie 2015 als Magistra mit einer Diplomarbeit zum Thema New ways of working: was bewirkt Organisationales Commitment und wie wirkt es sich auf Dienstgeber und Dienstnehmer aus? abschloss.
Seit 2014 ist sie im Bereich der Psychologie in Wirtschaft und Politik selbstständig. Lehrbeauftragte war sie an der Theresianischen Militärakademie, der Tiroler Privatuniversität UMIT und der Privatuniversität Schloss Seeburg. Pracher-Hilander ist verheiratet und Mutter dreier Kinder.
Bei der Nationalratswahl 2024 wurde sie von der FPÖ auf dem 16. Platz der Bundesliste  nominiert. In der konstituierenden Sitzung der XXVIII. Gesetzgebungsperiode am 24. Oktober 2024 wurde sie als Abgeordnete zum Nationalrat angelobt.